# Eliza Ciolan
Eliza Ciolan (n. 1900, Iași, România – d. 1980) a fost o pianistă și profesoară română.

## Cariera
Născută la Iași într-o familie cu aspirații artistice mari, a studiat la Viena și la Paris, avându-i ca profesori, printre alții, pe Paul Weingarten, Alfred Cortotand și Lazare Lévy. La 20 decembrie 1924 s-a căsătorit cu dirijorul Antonin Ciolan. Între 1922 și 1951 s-a bucurat de o activitate artistică intensă, ținând mai multe concerte și recitaluri din repertoriile lui Bach, Beethoven, Liszt, Debussy, Enrique Granados etc. Spre sfârșitul carierei s-a concentrat asupra muzicii de cameră alături de George Iarosevici (violoncel) și Nicolae Broșteanu (clarinet), colegi de la Conservatorul din Cluj.
Timp de patru decenii de activitate ca profesoară, Eliza Ciolan a venit cu tehnici inovatoare de interpretare la pian, care se aliniau principiilor occidentale. A format generații de muzicieni, printre care se numără: Romeo Ghircoiașiu, Elena Margareta Gherman, Harald Enghiurliu (Wagner), Eva Maria Bonfert Schachinger, Iosif Jäger, Isac Ciuraru, Cornel Țăranu, Ileana Jánky Prada, Irén Rózsa Szarvady, Judit Kiss, Walter Metzger, Pál Buzás, Lucia Blându Petroman, Eva Corondan Dragomir, Valentin Gora, Gyöngyvér Parády, Susana Péntek, Reinfeld Petre (Petre Florian), Csilla Kemenes Balla, Monica Perian, Paul Farkas, Tiberiu Szász și alții.
În 2013 a fost publicată cartea biografică „Eliza Ciolan - creator de școală pianistică”.

## Distincții
- Medalia „Meritul Cultural” clasa I (26 septembrie 1966) „pentru merite deosebite în activitatea literară, artistică și de răspîndire a culturii naționale, cu prilejul Centenarului Academiei Republicii Socialiste România”[4]